# Rally de Zlín de 2016
El Rally de Zlín de 2016, oficialmente 46. Barum Czech Rally Zlín, fue la cuadragésimo sexta edición y la octava ronda de la temporada 2016 del Campeonato de Europa de Rally. Se celebró del 26 al 28 de agosto y contó con un itinerario de quince tramos sobre asfalto que sumaron un total de 229,94 km cronometrados.
El ganador de la prueba fue el local Jan Kopecký que se convirtió en profeta en su tierra al imponerse por segunda vez consecutiva y sexta en total. El dominio de Škoda y de los pilotos locales fue evidente, ya que Tomáš Kostka y Jan Černý ocuparon las dos plazas restantes del podio y los Škoda Fabia R5 terminaron en las cinco primeras posiciones.

## Itinerario
| Día                     | Tramo | Nombre                | Distancia | Ganador de la etapa | Automóvil      | Tiempo  | Líder de la general |
| ----------------------- | ----- | --------------------- | --------- | ------------------- | -------------- | ------- | ------------------- |
| Día 1 (26 de agosto)    | SS1   | SSS Zlín              | 9.30 km   | Jan Kopecký         | Škoda Fabia R5 | 6:31.6  | Jan Kopecký         |
| Día 2 (27 de agosto)    | SS2   | Březová (2 vueltas) 1 | 11.74 km  | Jan Kopecký         | Škoda Fabia R5 | 7:26.0  | Jan Kopecký         |
| Día 2 (27 de agosto)    | SS3   | Košíky 1              | 22.22 km  | Jan Kopecký         | Škoda Fabia R5 | 11:40.8 | Jan Kopecký         |
| Día 2 (27 de agosto)    | SS4   | Hošťálková 1          | 13.75 km  | Jan Kopecký         | Škoda Fabia R5 | 6:44.5  | Jan Kopecký         |
| Día 2 (27 de agosto)    | SS5   | Semetín 1             | 11.51 km  | Alexey Lukyanuk     | Ford Fiesta R5 | 6:24.2  | Jan Kopecký         |
| Día 2 (27 de agosto)    | SS6   | Březová (2 vueltas) 2 | 11.74 km  | Jan Kopecký         | Škoda Fabia R5 | 7:21.3  | Jan Kopecký         |
| Día 2 (27 de agosto)    | SS7   | Košíky 2              | 22.22 km  | Alexey Lukyanuk     | Ford Fiesta R5 | 11:23.4 | Jan Kopecký         |
| Día 2 (27 de agosto)    | SS8   | Hošťálková 2          | 13.75 km  | Alexey Lukyanuk     | Ford Fiesta R5 | 6:35.8  | Alexey Lukyanuk     |
| Día 2 (27 de agosto)    | SS9   | Semetín 2             | 11.51 km  | Jan Kopecký         | Škoda Fabia R5 | 6:21.2  | Jan Kopecký         |
| Día 3 (28 de agosto)    | SS10  | Kašava 1              | 19.42 km  | Jan Kopecký         | Škoda Fabia R5 | 11:30.5 | Jan Kopecký         |
| Día 3 (28 de agosto)    | SS11  | Pindula 1             | 18.43 km  | Alexey Lukyanuk     | Ford Fiesta R5 | 9:49.3  | Jan Kopecký         |
| Día 3 (28 de agosto)    | SS12  | Maják 1               | 13.25 km  | Jan Kopecký         | Škoda Fabia R5 | 7:13.4  | Jan Kopecký         |
| Día 3 (28 de agosto)    | SS13  | Kašava 2              | 19.42 km  | Jan Kopecký         | Škoda Fabia R5 | 11:15.9 | Jan Kopecký         |
| Día 3 (28 de agosto)    | SS14  | Pindula 2             | 18.43 km  | Alexey Lukyanuk     | Ford Fiesta R5 | 9:37.3  | Jan Kopecký         |
| Día 3 (28 de agosto)    | SS15  | Maják 2               | 13.25 km  | Jan Kopecký         | Škoda Fabia R5 | 7:14.8  | Jan Kopecký         |
| Fuente:ewrc-results.com |       |                       |           |                     |                |         |                     |

## Clasificación final
| Pos.                     | Piloto            | Copiloto           | Automóvil         | Equipo                             | Tiempo    | Puntos |
| ------------------------ | ----------------- | ------------------ | ----------------- | ---------------------------------- | --------- | ------ |
| 1                        | Jan Kopecký       | Pavel Dresler      | Škoda Fabia R5    | Škoda Motorsport                   | 2:07:34.7 | 25+14  |
| 2                        | Tomáš Kostka      | Ladislav Kučera    | Škoda Fabia R5    | Rufa Sport                         | +2:34.0   | 18+7   |
| 3                        | Jan Černý         | Petr Černohorský   | Škoda Fabia R5    | Mogul Czech National Team          | +2:41.9   | 15+7   |
| 4                        | Pavel Valoušek Jr | Veronika Havelková | Škoda Fabia R5    | Energy Oil Motorsport              | +3:47.7   | 12+4   |
| 5                        | Fabian Kreim      | Frank Christian    | Škoda Fabia R5    | Fabian Kreim                       | +5:16.1   | 10+1   |
| 6                        | Martin Vlček      | Jindřiška Žáková   | Ford Fiesta R5    | Svarmetal Motorsport               | +5:17.9   | 8+1    |
| 7                        | Vojtěch Štajf     | František Rajnoha  | Škoda Fabia R5    | Klokočka Škoda Czech national team | +5:43.3   | 6      |
| 8                        | Miroslav Jakeš    | Marcela Ehlová     | Škoda Fabia S2000 | Kimi Sport                         | +6:00.5   | 4      |
| 9                        | Cédric Cherain    | Filip Cuvelier     | Ford Fiesta R5    | Cédric Cherain                     | +6:40.4   | 2      |
| 10                       | Roman Odložilík   | Martin Tureček     | Ford Fiesta R5    | TRT Czech Rally Sport              | +7:02.0   | 1+2    |
| Fuente: ewrc-results.com |                   |                    |                   |                                    |           |        |